# Offshore
Az offshore angol kifejezés szó szerinti jelentése: parton túli, parton kívüli. Azon vállalatok tartoznak ebbe a kategóriába, melyek a cégbejegyzés országában nem folytatnak tevékenységet. Sok ország, köztük Magyarország is lehetőséget biztosít vállalatoknak, hogy kedvezményes adókban részesüljenek, ha ott nem végeznek tevékenységet. Az offshore műveleteket általában adóoptimalizálásra használják, de egyre nagyobb szerepet kap más pénzügyi tevékenységek során, az ingatlan szektorban, valamint a nemzetközi kereskedelemben és az e-kereskedelemben is.
Az adóparadicsom helyszíneken bejegyzett offshore vállalatok esetében társasági adó egyáltalán nincs, a vállalatoknak csak egy nagyon alacsony fix összegű adót kell fizetniük évente.
A cégekre a cégbejegyzés helyszínétől függően vonatkozik beszámolási vagy közzétételi kötelezettség a tulajdonossal, igazgatókkal és a gazdálkodással kapcsolatban, de jellemzően a kötelező adómérték csökkenésével fogynak ezek a kötelezettségek is. Az európai helyszínek általában valamilyen alapfokú könyvelést, letétet, igazgatótanácsot, számlavezetést, eredményességi jelentéseket stb. megkövetelnek.

## Jogi háttér
Az offshore tevékenység az adott helyszíneken zömmel ugyanolyan szabályozott jogterület, mint a cégjog más területei. Alapvetően az angolszász jog talaján alakult ki (a római jogon alapuló jogrendű országok ezt a gyakorlatot kevésbé ismerik, jellemző kivétel Liechtenstein, ahol ismert a profitábilis (nyereséges) alapítvány vö. Stiftung fogalma is). Az offshore tevékenység azért alakult ki, mert az angol királynő adómentességet adott a Csatorna-szigeteknek (Guernsey, Jersey, Man-sziget) cserébe védelmi erőfeszítéseikért. Az uralkodói adómentességet gyorsan felhasználták a pénzintézetek.
Az illetékességi területek jogalkotása modern és naprakész, ami a lehető legnagyobb jogi szabadságot és diszkréciót biztosítja a tulajdonosok számára, a pontos jogi környezet viszont országonként eltérő.
Az Európai Unió mint minden magas adóval és komoly államapparátussal rendelkező ország vagy régió az adóelkerülést és az offshore cégekkel való visszaélést károsnak tartja, és igyekszik kiküszöbölni.
Offshore cégek alapítása és működtetése, bármilyen más cégformához hasonlóan nem jogellenes.
Más szerzők ezzel ellentétesen úgy látják, hogy az offshore-cégalapítás és felhasználás illegális, s az utóbbi évek törvényi követelményeinek is megfelelő offshore-os "adótervezés" csak az offshore-ozók maximum 1 százalékának érheti meg, mivel ennek évi költsége százmillió forintos nagyságrendbe esik.

## Offshore helyszínek
- Andorra
- Anguilla
- Aruba
- Bahamák
- Barbados
- Belize
- Brit Virgin-szigetek (BVI)
- Ciprus
- Curaçao
- Delaware USA
- Egyesült Arab Emírségek
- Egyesült Királyság
- Gibraltár
- Guernsey
- Hollandia
- Hongkong
- Jersey
- Kajmán-szigetek
- Labuan
- Liechtenstein
- Magyarország
- Málta
- Man-sziget
- Nevis
- Oroszország
- Panama
- Seychelle-szigetek
- Svájc
- Saint Kitts és Nevis
- St. Vincent
- Szingapúr
- Vanuatu